# Wałerij Worobjow
Wałerij Ołeksandrowycz Worobjow, ukr. Валерій Олександрович Воробйов, ros. Валерий Александрович Воробьёв, Walerij Aleksandrowicz Worobjow (ur. 14 stycznia 1970 w obwodzie dniepropetrowskim, Ukraińska SRR) – ukraiński piłkarz, grający na pozycji bramkarza, reprezentant Ukrainy.

## Kariera piłkarska

### Kariera klubowa
Rozpoczął karierę piłkarską w Szachtarze Pawłohrad, skąd w 1988 przeszedł do Dnipra Dniepropetrowsk, a potem do Worskły Połtawa. W 1992 został piłkarzem Krywbasa Krzywy Róg. W 1994 został zaproszony do Dynama Kijów, ale nie chciał być zmiennikiem Ołeksandra Szowkowskiego, dlatego po krótkich występach w CSKA-Borysfen Kijów powrócił do Krywbasa. W 1997 podpisał kontrakt z rosyjskim klubem Torpedo Moskwa, w którym w 2003 zakończył karierę piłkarską.

### Kariera reprezentacyjna
26 sierpnia 1994 debiutował w reprezentacji Ukrainy w meczu towarzyskim ze Zjednoczonymi Emiratami Arabskimi, zremisowanym 1:1.

## Sukcesy i odznaczenia

### Sukcesy klubowe
- brązowy medalista Mistrzostw Rosji: 2000

### Sukcesy indywidualne
- członek Klubu 30 meczów na "0"